# Rhododendrongimpel
Der Rhododendrongimpel (Carpodacus subhimachalus,  Syn.: Carpodacus subhimachala, Pinicola subhimachala, Propyrrhula subhimachala) ist ein Singvogel aus der Familie der Finken. Er bewohnt Teile des Himalayas bis ins westliche China und kommt in verkrüppeltem Gesträuch aus Wacholder und Rhododendron oberhalb der Baumgrenze vor. Die Art wird bisweilen in die monotypische Gattung Propyrrhula gestellt.

## Beschreibung

### Aussehen
Der Rhododendrongimpel ist mit 19–20 cm Körperlänge drosselgroß. Die Art ist kompakt gebaut und hat einen kräftigen, 13–18 mm langen Schnabel, der oben schwarzbraun und unten an der Basis blassbraun und zur Spitze hin dunkelbraun gefärbt ist.  Beine und Füße sind dunkelbraun. Die Flügellänge liegt beim Männchen zwischen 92 und 110 mm, beim Weibchen zwischen 91 und 97 mm. Bei der Schwanzlänge wurden beim Männchen 74–83 mm gemessen, beim Weibchen 74–79 mm. Das Gewicht des Männchens liegt zwischen 44 und 48, das des Weibchens zwischen 44 und 50 g.
Die Gefiederfärbung der Geschlechter unterscheidet sich deutlich. Beim Männchen ist das Gesicht – bis auf die Kehle und vordere Brust ausgedehnt – intensiv karminrot. Diese Partie wird nur von Zügel und Augenstreif unterbrochen, die rötlichbraun sind und in die dunkel rötlichbraune Partie aus Scheitel, Nacken und Halsseiten auslaufen. Auf dem Rücken ist das warme rötlichbraun von dunklen Federzentren durchsetzt. Das intensive Rot des Gesichts findet sich auch auf Bürzel und Oberschwanzdecken wieder, kann aber hier auch dunkler sein. Die Unterseite, auf der die rote Färbung der Brust ausläuft, ist blassgrau. Diese Partie reicht oft an den Flanken sehr hoch bis auf die Halsseiten. Die Armdecken sind dunkelbraun mit orangen oder blassroten Säumen. Fittich und Handdecken sind dunkel- bis schwarzbraun und tragen rote Säume. Von den dunkelbraunen Schwingen sind die Handschwingen rötlichbraun, die Armschwingen olivbraun und die Schirmfedern breit blassrosa gesäumt. Letztere tragen zudem helle Spitzen. Der leicht gekerbte Schwanz ist dunkelbraun mit schmalen, rotbraunen Säumen.
Beim Weibchen sind die beim Männchen karminroten Partien von Gesicht und Brust durch ein intensives Grünlichgelb ersetzt, die rötlichbraunen Partien auf dem Rücken sind eher olivgrau. Zügel und Augenstreif sowie auch bisweilen der Nacken sind grau. Bürzel und Oberschwanzdecken sind etwas intensiver grünlichgelb bis olivfarben. Flügel- und Steuerfedern sind etwas heller als beim Männchen, also eher dunkelbraun als schwarzbraun. Die Säume sind olivbraun. Bei älteren Weibchen kann das grünliche Gelb ins Orange spielen.
Im ersten Winter ähneln junge Rhododendrongimpel dem Weibchen, das Grüngelb der Brust ist aber weniger intensiv. Im zweiten Winter schlägt die gelbliche Färbung bei den Männchen in Orange oder im Bereich des Bauches in Rosa um. Im zweiten Sommer sind an einigen Männchen immer noch unvollständig ausgefärbte Partien zu beobachten.
Die Art ist scheu und unauffällig und kann in ihrem Biotop leicht übersehen werden. Sie bewegt sich langsam und bedächtig und ist häufig in der unteren Strauchschicht oder am Boden zu finden.

### Stimme
Der Rhododendrongimpel ist wenig ruffreudig, bringt aber bisweilen ein melodisches, spatzenähnliches Tschilpen zu Gehör. Der Gesang ist ein helles und variantenreiches Trällern. Ebenso ist ein ter-ter-tie zu vernehmen.

## Verbreitung und Bestand
Die monotypische Art besiedelt den Himalaya vom zentralen Nepal ostwärts über Sikkim, Assam, Bhutan, Arunachal Pradesh und das südöstliche Tibet bis ins südliche Sichuan und das nördliche Yunnan. Sie ist nicht oder nur lokal häufig, aber laut IUCN nicht im Bestand bedroht.

## Lebensweise
Der Rhododendrongimpel kommt in dichten Beständen aus verkrüppeltem Wacholder und Rhododendron oberhalb der Baumgrenze oder in lichten Wäldern vor. Im Winter findet man ihn im dichten Unterwuchs von Wäldern. Die Art lebt in Höhen zwischen 3500 und 4200 m, im Winter steigt sie in Lagen zwischen 1975 und 3050 m herab. Zudem gibt es Überwinterungsgebiete im Nordosten Myanmars.
Der Rhododendrongimpel ist meist paarweise oder in kleinen Verbänden anzutreffen. Die Nahrung besteht aus verschiedenen Sämereien, Knospen und Früchten. Darunter finden sich Kiefernsamen, insbesondere Beeren von Berberitzen sowie Wildäpfel. Über die Brutbiologie ist wenig bekannt.

## Systematik
Der Rhododendrongimpel wurde früher wegen zahlreicher Ähnlichkeiten mit dem holarktisch verbreiteten Hakengimpel in eine gemeinsame Gattung gestellt. Die beiden Arten unterscheiden sich aber deutlich in ihrer Körperstruktur. Neuere molekulargenetische Untersuchungen haben ergeben, dass der Rhododendrongimpel eng mit den Karmingimpeln (Carpodacus) verwandt ist. Die Art wurde zuweilen auch in eine eigene, monotypische Gattung Propyrrhula gestellt. Die oben genannten phylogenetischen Untersuchungen führen allerdings dazu, dass sich eine solche Stellung als nicht gangbar erweist und diese Gattung nur von wenigen Autoren anerkannt wird.